# Raków (Ukraina)
Raków (ukr. Раків) – wieś na Ukrainie, w  obwodzie iwanofrankiwskim, w rejonie dolińskim.
Znajduje tu się przystanek kolejowy Raków, położony na linii Stryj – Iwano-Frankiwsk (odcinek dawnej Galicyjskiej Kolei Transwersalnej).